# 탑건: 매버릭
《탑건: 매버릭》(영어: Top Gun: Maverick)은 2022년 미국의 액션 드라마 영화로 조지프 코신스키가 감독하고, 에런 크루거, 에릭 워렌 싱어, 크리스토퍼 매쿼리가 각본을 맡았다. 1986년작 《탑건》의 속편 영화이다. 톰 크루즈가 전작에서와 마찬가지로 "매버릭" 미첼 역으로 출연하며, 마일스 텔러, 제니퍼 코널리, 존 햄, 글렌 파월, 루이스 풀먼, 에드 해리스, 그리고 발 킬머 등이 출연한다. 전작의 36년 후를 배경으로 한다. 매버릭이 마지못해 미국 해군 타격 전투기 전술 강사 프로그램에 복귀한 후, 그는 젊은 비행사들을 훈련시키는데, 그 중에는 매버릭의 죽은 가장 친한 친구 구스의 아들 루스터가 포함되어 있고, 매버릭은 과거와 마주하게 된다.
2010년 파라마운트 픽처스가 《탑건》 후속편 제작을 발표하였다. 톰 크루즈와 발 킬머는 프로듀서 제리 브룩하이머와 감독 토니 스콧과 마찬가지로 원작에서 그들의 역할을 다시 맡기로하였다. 2012년 중반 각본 초안이 완성되었다. 그러나 그해 8월 19일 토니 스콧의 자살로 영화 제작은 보류되었다. 이후 제작된 영화는 스콧을 추모하며 헌정되었다.
2017년 6월, 조지프 코신스키가 고용되어 대본의 새로운 초안을 썼다. 주요 촬영은 2018년 5월부터 2019년 4월까지 캘리포니아, 워싱턴 D.C. 그리고 메릴랜드에서 진행되었다. 영화는 IMAX 인증을 받은 6K 풀프레임 카메라를 사용하여 촬영되었다. 2019년 7월 12일로 예정했던 개봉은 여러 복잡한 액션 시퀀스를 촬영하려는 노력 때문에 연기되었다. 이후 코로나19 범유행의 영화계 여파와 스케줄 충돌로 인해서 재차 개봉이 지연되었다.
이후 《탑건: 매버릭》은 2022년 4월 28일 시네마콘에서 초연되었으며, 2022년 5월 27일 파라마운트 픽처스에 의해 IMAX, 4DX, ScreenX, 돌비 시네마로 극장 개봉되었다. 또한 극장 상영 후 파라마운트+로 출시될 예정이다. 이 영화는 비평가들의 호평을 받으며 널리 개봉되었으며, 많은 평론가들이 전작보다 우수하다고 여겼다.
이 영화는 전 세계적으로 9억 1,800만 달러 이상의 수익을 올렸으며, 2022년 두 번째로 높은 수익을 올린 영화이자 톰 크루즈 경력 중 가장 높은 수익을 올린 영화가 되었다.

## 줄거리
탑건을 졸업한 지 30년이 넘은 미국 해군 대령 피트 "매버릭" 미첼은 시험 조종사이다. 많은 업적에도 불구하고 반복되는 불복종으로 인해 그는 기수에서 제외되었다. 그의 친구이자 전 탑건 라이벌이자 현재 태평양 함대 사령관인 톰 "아이스맨" 카잔스키 제독은 종종 매버릭을 보호한다. 체스터 "해머" 케인 후방 제독은 드론 자금 지원을 위해 매버릭의 극초음속 "다크스타" 스크램제트 프로그램을 취소할 계획이다. 프로그램을 저장하기 위해 매버릭은 그날 테스트의 목표 속도를 마하 9에서 최종 계약 사양인 마하 10으로 일방적으로 변경한다. 다음 임무를 위해 NAS 노스아일랜드에 있는 탑건 학교에 가지만 케인은 매버릭에게 승무원이 탑승하는 전투기의 시대가 곧 끝날 것이라고 말한다.
해군은 협곡 끝에 있는 지하 벙커에 위치한 승인되지 않은 우라늄 농축 공장이 가동되기 전에 파괴하는 임무를 받았다. 그것은 지대공 미사일(SAM), GPS 재머, 5세대 Su-57 전투기 및 구형 F-14 톰캣에 의해 방어된다. 매버릭은 레이저 유도 폭탄으로 무장한 두 쌍의 F/A-18E/F 슈퍼 호넷을 사용하는 계획을 세웠지만, 공습에 참여하는 대신 그는 에어 보스 부제독 Beau가 모은 엘리트 탑건 졸업생 그룹을 훈련시키게 된다.
매버릭은 회의적인 학생들과 공중전을 벌이고 모든 대회에서 승리하여 그들의 존경을 얻는다. 제이크 "행맨" 세러신 중위와 매버릭의 죽은 가장 친한 친구이자 RIO 닉 "구스" 브래드쇼의 아들인 브래들리 "루스터" 브래드쇼가 충돌한다. 루스터는 행맨의 무심한 태도를 싫어하고 행맨은 루스터의 조심스러운 비행을 비판한다. 매버릭은 전 여자 친구 페니 벤저민과 재회하며 루스터의 죽어가는 어머니에게 루스터가 조종사가되지 않을 것이라고 약속했다고 밝혔다. 약속을 알지 못하는 루스터는 매버릭이 해군 사관학교 지원을 중단하여 군 경력을 방해 한 것에 대해 화가 나서 매버릭을 분개하고 아버지의 죽음에 대해 그를 비난한다. 매버릭은 루스터의 경력을 더 방해하는 것을 꺼려하지만 대안은 그를 극도로 위험한 임무에 보내는 것이다. 그는 말기 인후암에 걸린 아이스맨에게 자신의 의심을 말한다. 아이스맨은 "놓아야 할 때이다"라고 조언하고 네이비와 루스터 모두 매버릭이 필요하다고 안심시킨다.
아이스맨이 사망한 후 사이클론은 F/A-18F를 잃은 훈련 사건 이후 강사에서 매버릭을 제거한다. 사이클론은 임무 매개변수를 완화하여 실행하기는 쉽지만 탈출을 훨씬 더 어렵게 만든다. 사이클론이 발표하는 동안 매버릭은 자신이 선호하는 매개 변수를 사용하여 코스를 통해 무단 비행을 수행하여 수행할 수 있음을 증명한다. 사이클론은 마지 못해 매버릭을 팀 리더로 임명한다.
매버릭은 너태샤 "피닉스" 트레이스 중위와 WSO 로버트 "밥" 플로이드 중위가 비행하는 버디 레이징 F/A-18F와 함께 선두 F/A-18E를 비행한다. 루스터는 르우벤 "페이백" 피치 중위와 WSO 중위 미키 "팬보이" 가르시아를 포함하는 두 번째 스트라이크 페어를 이끌고 있다. 네 대의 제트기가 항공모함에서 발사되고 토마호크 순항 미사일이 접근하면서 인근 공군 기지를 파괴한다. 팀은 공장을 파괴하지만 SAM은 예상대로 탈출하는 동안 발포한다. 루스터은 대책이 부족하고 매버릭은 그를 보호하기 위해 비행기를 희생한다. 매버릭이 죽었다고 믿고 나머지는 항공 모함으로 돌아가라는 명령을 받았지만 루스터는 매버릭이 탈출하여 Mi-24 공격 헬리콥터의 표적이 된 것을 발견하기 위해 돌아 왔다. 건쉽을 파괴한 후 루스터는 SAM에 격추되어 탈출한다. 두 사람은 손상된 공군 기지에서 만나 F-14를 훔친다. 매버릭과 루스터는 두 대의 요격 Su-57을 파괴하지만 탄약과 대책이 부족하여 세 번째 공격을한다. 행맨은 그것을 격추하기 위해 제 시간에 도착하고 비행기는 안전하게 돌아온다.
나중에 루스터는 매버릭이 P-51 무스탕 작업을 돕는다. 페니와 매버릭이 P-51을 타고 날아가는 동안 루스터는 돌아가신 아버지와 젊은 매버릭의 사진 옆에 고정된 임무 성공 사진을 본다.

## 캐스팅
- 톰 크루즈 - 피트 "매버릭" 미첼 역
- 마일스 텔러 - 브래들리 "루스터" 브래드쇼 역
- 제니퍼 코널리 - 페니 벤저민 역
- 존 햄 - 보 "사이클론" 심프슨 역
- 글렌 파월 - 제이크 "행맨" 세러신 역
- 루이스 풀먼 - 로버트 "밥" 플로이드 역
- 에드 해리스 - 체스터 "해머" 케인 역
- 발 킬머 - 톰 "아이스맨" 카잔스키 역
- 모니카 바바로 - 너태샤 "피닉스" 트레이스 역
- 찰스 파넬 - 솔로몬 "워록" 베이츠 역
- 제이 엘리스 - 루빈 "페이백" 피치 역
- 대니 라미레즈 - 미키 "팬보이" 가르시아 역
- 그레그 타잔 데이비스 - 제이비 "코요테" 마카도 역
- 바시르 살라후딘 - 버니 "혼도" 콜먼 역
- 매니 저신토 - 빌리 "프리츠" 아발론 역
- 잭 슈마허 - 닐 "오마하" 비칸더 역
- 제이크 피킹 - 브리검 "하버드" 레녹스 역
- 레이먼드 리 - 로건 "예일" 리 역
- 카라 웡 - 캘리 "헤일로" 배싯 역
- 릴리아나 레이 - 어밀리아 역
- 진 루이사 켈리 - 캐롤 브래드쇼 역

## 반응

### 박스오피스
2022년 6월 23일 기준으로, 《탑건: 매버릭》은 미국과 캐나다에서 4억 9천 1백 2십만 달러, 그 외 지역에서 4억 2천 7백 1십만 달러의 수익을 올렸으며, 전 세계적으로 9억 1천 8백 3십만 달러를 벌어들였다. 2022년 6월 17일, 《탑건: 매버릭》은 《미션 임파서블: 폴아웃》의 7억 9천 1백만 달러를 넘어서며 전 세계적으로 8억 달러를 돌파한 후 크루즈의 경력에서 가장 높은 수익을 올린 영화가 되었다. 이 영화는 6월 20일 9억 달러를 돌파했다. 현재는 10억 달러를 넘겼다.